# 開拓使兌換証券
開拓使兌換証券（かいたくしだかんしょうけん）は、北海道の開拓の資金の調達のために発行された証券である。

## 概要
明治5年1月14日、発行兌換の事務が三井組に委托され、10円券、5円券、1円券、50銭券、20銭券および10銭券が発行された。
通用期限は10箇年とされたが、まもなく50銭以下の証券は明治6年12月限りで、1円以上の証券は明治8年5月限りで、通用は停められた。
総額は250万円。
発行期限は明治5年1月から4月。
50銭以下の3種（130万円）は明治8年12月じゅうに交換を完結し、1円以上の3種（120万円）は明治9年4月回収をおわった。
額面の種類、発行高、枚数および回収高はつぎのとおり。
- 種類　発行高（円）　発行枚数（枚）　回収高（円）
- 10円券　480000.00　48000　479150.00
- 5円券　220000.00　44000　218885.00
- 1円券　500000.00　500000　497096.50
- 50銭券　560000.00　1120000　550937.50
- 20銭券　440000.00　2200000　429456.00
- 10銭券　300000.00　3000000　287995.00
- 回収実高　2463520.00
- 発行原高　2500000.00　6912000　3648.00（焼失高および引揚切高）

この証券の製造は、大蔵省兌換証券と同様に、三井組為換座で担任された。
開拓使は主としてこれをその管下である北海道で発行したから、当初はもっぱら北海道で行われたが、のちに北海道以外に及んだ。